# Homicidio en razón del género
El homicidio en razón del género es el asesinato sistemático y deliberado de los miembros de un género concreto por el hecho de serlo.
El homicidio en razón del género se informa que es un problema creciente en numerosos países principalmente asiáticos. Las estadísticas de los censos informan que en países como China e India, la tasa hombre/mujer llega a ser tan alta como 120 hombres por cada 100 mujeres. El homicidio en razón del género también toma las formas de infanticidio y violencia letal contra cualquier género en cualquier estado de la vida.

## Origen del anglicismogendercide
El homicidio en razón del género se denomina «gendercide» en inglés. Fue acuñado por la feminista estadounidense Mary Anne Warren en su libro de 1985 El homicidio en razón del género: las implicaciones de la selección por sexo (Gendercide: The Implications of Sex Selection). Se refiere a los matanzas masivas con selección en base al género. Warren estableció «una analogía entre el concepto de genocidio» y de lo que ella denominó «gendercide» (homicidio en razón del género). En su libro, Warren escribió:

Por analogía gendercide (homicidio en razón del género) sería el exterminio deliberado de personas de un sexo (o género) en particular. Otros términos, como «femicidio» se han utilizado para referirse al asesinato de niñas o mujeres. Pero «gendercide» (homicidio en razón del género) es un término neutral sexualmente hablando, en el que las víctimas pueden ser hombres o bien mujeres. Hay una necesidad de una denominación neutral dado que el asesinato por discriminación sexual es tan malo cuando las víctimas son varones como cuando son mujeres. El término también llama la atención sobre el hecho de que los roles de género han tenido a menudo consecuencias letales, y que éstas son de manera importante análogas a las consecuencias letales de los prejuicios raciales, religiosos o de clase.

## Feminicidio (mujeres)
El feminicidio se define como el asesinato de una mujer por machismo o misoginia. Suele ocurrir la confusión de tomar la palabra " feminicidio " de manera vaga, es decir, sin saber la definición correcta de esta, causando así que ocurran diversas tergiversaciones a la hora de manifestarla.  La palabra en inglés muestra ejemplos desde la década de 1820.  De acuerdo con las Naciones Unidas, la relación de sexo biológicamente normal al nacimiento varía entre 102 y 106 varones por cada 100 mujeres. Sin embargo, se han observado relaciones más altas que la normal, a veces tanto como 130. Esto da lugar a una creciente preocupación en los países de Asia del Sur, del Este y Central,. Tales disparidades casi siempre reflejan una preferencia por los varones como resultado de factores sociales, culturales, económicos y políticos profundamente arraigados. 
La forma más extendida de feminicidio se da en la forma de infanticidio con selección de sexo, en culturas con una fuerte preferencia por la descendencia masculina, tales como China e India. De acuerdo con las Naciones Unidas, la razón varón/mujer, que va de 102 a 106 niños por cada 100 niñas en circunstancias normales, ha experimentado cambios radicales.
Tasas de nacimiento por sexo a lo largo del tiempo en China:
- 106:100 en 1979 (106 niños por cada 100 niñas)
- 111:100 en 1988 (111 niños por cada 100 niñas)
- 117:100 en 2001 (117 niños por cada 100 niñas)
- 120:100 en 2005 (120 niños por cada 100 niñas)

En algunos países los niños son preferidos a las niñas debido al interés de sus padres por ser cuidados cuando sean ancianos. Adicionalmente, el coste de una dote, precio que la familia debe pagar para casar a una hija, es muy alto; mientras que un heredero varón traerá una dote a la familia, por la vía del matrimonio. De acuerdo con el periódico británico The Independent, el censo de  2011 reveló la existencia de 7,1 millones menos de niñas que de niños con edades de siete años o menos, un incremento respecto de los 6 millones en 2001 y 4,2 millones en 1991. La tasa de nacimiento por sexo en este grupo etario es de 915 niñas por cada 1000 niños, la más baja desde que se comenzó a llevar registros en 1961.
Un ejemplo de feminicidio se puede ver en Ciudad Juárez, México; donde de 1998 al 2010 hubo 411 asesinatos de mujeres que fueron calificados como seriales y/o de carácter sexual, por violencia doméstica, feminicidio íntimo y/u odio contra las mujeres. A respuesta de estas estadísticas se tipificó el feminicidio como delito en el país.

## Androcidio (hombres)
El término androcidio es un neologismo que se refiere al homicidio o asesinato selectivo de los varones. La circunstancia más común en la que se perpetra es durante las guerras, para reducir la potencial fuente de soldados del enemigo.[cita requerida]
Entre otros ejemplos recientes, se incluye la campaña de Anfal de 1988 contra los hombres kurdos que se consideraban en edad de combatir, entre 15 y 50 años, en el Kurdistán iraquí. Muchos de estos asesinatos se cometieron contra prisioneros capturados y procesados en un campo de concentración, pero continuaron tras finalizar la campaña.
Otro androcidio fue la Masacre de Srebrenica, donde murieron aproximadamente 8000 hombres y niños bosnios. El incidente fue calificado como un acto de genocidio por la Corte Internacional de Justicia. A partir de la mañana del 12 de julio, los soldados serbios comenzaron a reunir a los hombres y niños de la población refugiada en Potočari y a mantenerlos en ubicaciones separadas, y a medida que los refugiados abordaban los autobuses que se dirigían al territorio controlado por los bosnios, hacia el norte, separaban a los hombres en edad de servicio militar. Ocasionalmente, hombres más jóvenes y mayores fueron detenidos también.
Fuera del contexto de las guerras, algunos de los mayores asesinos seriales de la historia se han destacado porque únicamente seleccionaban hombres y niños varones para sus crímenes. Este es el caso de Luis Alfredo Garavito, quien violó y asesinó a más de 138 niños varones en Colombia, Ecuador y Venezuela. Otros casos son el de Gilles de Rais, violador serial de niños varones pobres, y de la asesina Alexe Khaterina Popova, quien mató a 300 hombres adultos a finales del siglo XIX. Un ejemplo reciente es el de la asesina en serie Joanna Dennehy, una británica que asesinó a tres hombres en marzo de 2013, según ella, por diversión. Otro caso muy reciente sucedió en el año 2019 en Brasil, donde una pareja de lesbianas mutilaron y asesinaron a su hijo por el simple hecho de que ellas querían una niña y no un varón.